# Fredsbergs socken
Fredsbergs socken i Västergötland ingick i Vadsbo härad, uppgick 1952 i Töreboda köping och området ingår sedan 1971 i Töreboda kommun och motsvarar från 2016 Fredsbergs distrikt.
Socknens areal är 77,72 kvadratkilometer varav 76,50 land. År 2000 fanns här 978 invånare. Orten Slätte samt sockenkyrkan Fredsbergs kyrka ligger i socknen.

## Administrativ historik
Socknen har medeltida ursprung. 
Vid kommunreformen 1862 övergick socknens ansvar för de kyrkliga frågorna till Fredsbergs församling och för de borgerliga frågorna bildades Fredsbergs landskommun. Landskommunen uppgick 1952 i Töreboda köping som 1971 ombildades till Töreboda kommun. Församlingen uppgick 2010 i Fredsberg-Bäcks församling.
1 januari 2016 inrättades distriktet Fredsberg, med samma omfattning som församlingen hade 1999/2000. 
Socknen har tillhört län, fögderier, tingslag och domsagor enligt vad som beskrivs i artikeln Vadsbo härad. De indelta soldaterna tillhörde Skaraborgs regemente, Norra Vadsbo kompani och Livregementets husarer, Vestra Nerikes skvadron.

## Geografi
Fredsbergs socken ligger närmast norr om Töreboda kring Göta kanal med Fredsbergs mosse i sydväst. Socknen är en odlad slättbygd med skogs- och mossbygd i öster och väster. 

## Fornlämningar
Från brons- och äldre järnåldern finns gravrösen och ett litet gravfält.

## Namnet
Namnet skrevs 1279 Frösbiärgh och kommer från kyrkbyn. Efterleden är berg och syftar på den höjd där kyrkan ligger. Förleden är gudanamnet Frö.
Namnet skrevs före 12 april 1889 även Frödsbergs socken.